# Georgios Kedrenos
Georgios Kedrenos (latinisiert Georgius Cedrenus, mittelgriechisch Γεώργιος Κεδρηνός) war ein byzantinischer Geschichtsschreiber des 11. bzw. 12. Jahrhunderts.
Über das Leben des Kedrenos ist nichts gesichertes bekannt. Es wird allerdings vermutet, dass er Mönch war. Kedrenos verfasste um die Jahrhundertwende eine Weltchronik, die von der biblischen Erschaffung der Welt bis zum Jahr 1057 reichte, dem Regierungsantritt des Kaisers Isaak I. Komnenos. Dabei benutzte er als Quellen etliche frühere Historiker, deren Werke er allerdings oft wörtlich übernahm. Für seine Darstellung bis zum Jahr 811 ist seine Hauptquelle der sogenannte Pseudo-Symeon, eine anonyme Kompilation, die über den Codex Parisinus graecus 1712 erhalten ist und in den Rahmen der Überlieferung der Logothetenchronik („Symeon Logothetes“) einzuordnen ist. Des Weiteren nutzte er Quellen wie das Chronicon Paschale und Theophanes, für die Zeit bis in die Spätantike auch etwa Sozomenos, Prokopios von Caesarea, Johannes von Antiochia und Theophylaktos Simokates. Für die Zeit nach 811 gab er – größtenteils wörtlich – den Historiker Johannes Skylitzes wieder. Da die von Kedrenos genutzten und kaum abgeänderten Quellen in der Mehrzahl ohnehin erhalten sind, ist seine Darstellung als historische Quelle zumeist ohne eigenständigen Wert, bleibt aber trotzdem interessant für Untersuchungen der Verhältnisse in der byzantinischen Geschichtsschreibung. Sein Werk diente wiederum späteren Historikern als Vorlage, vor allem Michael Glykas, Johannes Zonaras und Theodoros Skutariotes.

## Ausgaben
- Luigi Tartaglia (Hrsg.): Georgii Cedreni Historiarum compendium (= Bollettino dei Classici. Supplementband 30). 2 Bände, Bardi, Rom 2016, ISBN 978-88-218-1120-3 (aktuelle historisch-kritische Ausgabe; Fachbesprechung).
- Immanuel Bekker (Hrsg.): Georgius Cedrenus. 2 Bände, Bonn 1838–1839 (wiedergedruckt in Jacques-Paul Mignes Patrologia Graeca. Band 121–122, Paris 1884–1889; Digitalisate: Band 1, Band 2).